# Scopula griseofasciata
Scopula griseofasciata är en fjärilsart som beskrevs av Turati 1915. Scopula griseofasciata ingår i släktet Scopula och familjen mätare. Inga underarter finns listade.